# Жерве, Виктор Всеволодович
Ви́ктор Все́володович Жерве́ (1867 — не ранее 1927) — русский офицер и военный писатель, герой Первой мировой войны.

## Биография
Происходил из дворянского рода Жерве. Родился 21 июня 1867 года; сын генерал-майора Всеволода Карловича Жерве (01.01.1839—11.12.1890), брата сенатора Петра Карловича Жерве; был правнуком героя Наполеоновских войн генерал-лейтенанта А. К. Жерве.
Окончил Владимирский Киевский кадетский корпус (1886) и 3-е военное Александровское училище, выпущен подпоручиком в 7-й гренадерский Самогитский полк. В 1891 году был переведен в лейб-гвардии Финляндский полк.
Чины: поручик (1891), подпоручик гвардии (1891), поручик (1892), штабс-капитан (1900), капитан (1901), полковник (1910).
В военной публицистике дебютировал рассказом «Неклюдов», напечатанным в журнале «Разведчик» в 1896 году. С 1900 года публиковался на страницах «Русского инвалида» и «Военного сборника», с 1907 года был постоянным сотрудником журнала «Витязь». Участвовал в написании ряда биографических очерков для «Сборника биографий кавалергардов», Русского биографического словаря и Военной энциклопедии Сытина. Стал одним из основателей Русского военно-исторического общества, входил в Совет общества и редакционный комитет «Журнала Русского военно-исторического общества».
В Первую мировую войну вступил с Финляндским полком, командовал 3-м батальоном полка. Был ранен, награждён Георгиевским оружием:
За то, что в бою у с. Гелчев вечером, 26 авг. 1914 г., под убийственным огнём противника довел смешавшиеся части от трех полков до непосредственной близости с окопами противника, а утром 27 авг., не взирая на полученную рану, повел ближайшие части в атаку, овладел окопами противника, а затем уже отправился на перевязочный пункт.
С 19 июня 1915 года командовал Пулемётным запасным полком.
После революции остался в СССР; 25 апреля 1924 года был осуждён на 2 года и помещён в Соловецкий лагерь особого назначения, а затем вновь арестован в начале 1927 года в Ленинграде.

## Награды

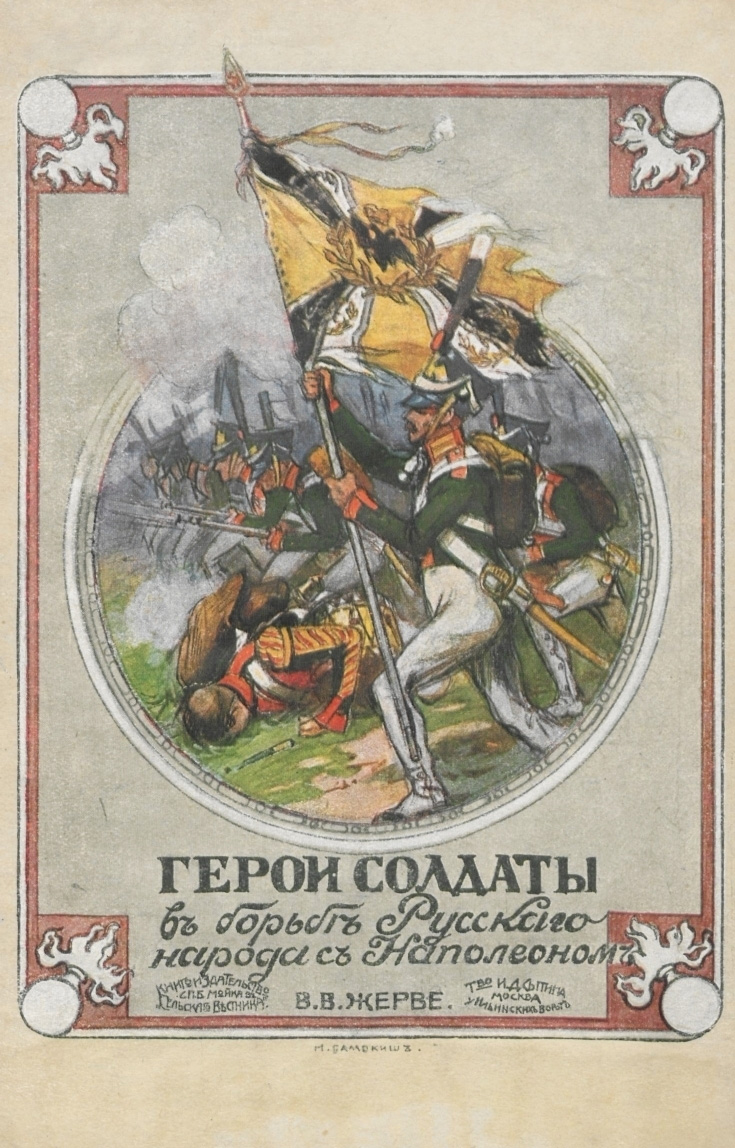
Обложка книги «Герои солдаты в борьбе русского народа с Наполеоном».

- Орден Святого Станислава 3-й ст. (1907);
- Орден Святой Анны 3-й ст. (1911);
- Орден Святой Анны 2-й ст. с мечами (ВП 10.11.1914);
- Орден Святого Владимира 4-й ст. с мечами и бантом (ВП 10.11.1914);
- Георгиевское оружие (ВП 14.06.1915).